# Carlos Faria
Carlos Patrício Barata Faria (Golegã, 2 de maio de 1929 — Cascais, 16 de janeiro de 2010) foi um poeta e crítico literário que se destacou como intelectual e publicista nos Açores. Usou o pseudónimo Karlos Faria.

## Biografia
Chegou aos Açores pela primeira vez como militar da Marinha de Guerra Portuguesa. Mais tarde, a partir de 1955, regressa com alguma frequência, já no âmbito da sua atividade profissional, como delegado de propaganda médica. Ribatejano da Golegã, Carlos Faria, foi  o mais apaixonado dos poetas da segunda metade do século XX pelas ilhas dos Açores, em particular pela ilha de São Jorge.
Co-fundou no arquipélago páginas literárias nos jornais locais, algumas das quais tornadas célebres, como Glacial (em A União) e Basalto (no Correio dos Açores), tendo feito e reforçado amizades com os literatos açorianos, os quais acompanhou durante décadas nas suas produções literárias. Aqueles suplementos literários, em especial o Glacial, tiveram papel determinante como elemento aglutinador de um significativo grupo de escritores açorianos que, na pluralidade das suas escritas e na diversidade dos rumos entretanto por elas tomados, têm como matriz referencial esse suplemento cultural iniciado por Carlos Faria, em 15 de julho de 1967, no diário angrense A União, e nele mantido durante quase 6 anos (o último número saiu a 23 de maio de 1973). O suplemento literário Glacial também teve uma importante componente de renovação, com um nítido propósito de abertura a outros mundos culturais, ideológicos, estéticos, num ambiente intelectual insular, naturalmente isolado e asfixiado pelas políticas censórias do Estado Novo. Viajante frequente por motivos profissionais, Carlos Faria foi o mensageiro que estabeleceu pontes entre as ilha e o mundo, fazendo de Glacial um espaço de diálogo entre escritores açorianos, portugueses, brasileiros e africanos de expressão portuguesa, particularmente de Moçambique e Angola, tendo, a partir de 1972, o angolano David Mestre, na coordenação do suplemento, juntamente com Carlos Faria, Santos Barros e Ivone Chinita.
O Glacial não se dedicou apenas à literatura e o intercâmbio desenvolvido por Carlos Faria estendeu-se às artes plásticas, nomeadamente no apoio à galeria Gávea que o pintor Rogério Silva dinamizou na sua residência em Angra, aproveitando a dinâmica que vinha da revista com o mesmo nome e que fora de responsabilidade sua e dos poetas Emanuel Félix e Almeida Firmino. A Gávea trouxe a Angra nomes de referência da pintura portuguesa, como António Palolo e Bartolomeu Cid, e expôs a obra de artistas açorianos como Tomaz Vieira e Canto da Maia. No estreito mundo cultural da ilha Terceira, a Gávea foi, nas palavras de Santos Barros, «o centro cultural vivo e dinâmico [em que] se ensinou arte a muitos milhares de açorianos, se estimulou a criatividade infantil através de exposições em apoio a actividades escolares». Para além das exposições, a galeria dinamizou colóquios e debates e assumiu também o papel de editora, estendendo ainda a sua actividade a outras ilhas, entre as quais a ilha de São Jorge.
Publicou, entre outros,  Distância Azul — Poemas do Mar e África (Angra do Heroísmo, 1957), Marinheiro Bêbado (Angra do Heroísmo, 1957, capa de Rogério Silva), Rosto e Diálogo (Lisboa, Ed. Lux, 1966) e São Jorge — Ciclo da Esmeralda (G.I.C.A., 1979, com 2.ª edição, revista, em 1992). Publicou também poemas nos suplementos Contexto e Andaime, bem como na revista A Memória da Água-Viva.
Nos finais da década de 1970 colaborou com a delegação em Lisboa da Cooperativa Semente, que viria a dar origem ao Grupo de Intervenção Cultural Açoriano (o G.I.C.A.), entidade que em 1979 publicou a primeira edição da obra São Jorge — Ciclo da Esmeralda.
Na juventude, período em que foi marinheira da Armada, dedicou-se ao desporto e foi campeão nacional de pesos e halteres, elevando 121 kg, ao tempo recorde nacional.

## Obra publicada
Para além de vasta colaboração dispersa por jornais, com destaque para A União de Angra do Heroísmo, é autor da seguintes obras:
- Distância Azul, poemas do mar e de África, 1957;
- Marinheiro Bêbado, 1958;
- Rosto e Diálogo, 1966;
- Nova York, as mãos e a madrugada, 1966;
- S. Jorge : Ciclo da Esmeralda. Lisboa : Delegação da Cooperativa Semente, 1979 (com 2.ª edição revista, Velas, 1992);
- «Praia do Norte exemplo da história, tradição e cultura da ruralidade açoriana» in Jorge Costa Pereira (coord.), Praia do Norte, Horta : Junta da Freguesia da Praia do Norte, 2013;
- Vulcão dos Capelinhos : 50º aniversário : álbum (coautor). Presidência do Governo Regional dos Açores, Direcção Regional da Cultura, 2008.

Obras de Carlos Faria foram incluídas nas seguintes antologias:
- 14 Poetas de Aqui e de Agora, Angra do Heroísmo, 1972;
- The Sea Within: a selection of Azorean poems (org. de Onésimo Teotónio de Almeida), Brown University, Providence, EUA, 1983;
- Sempre disse tais coisas esperançado na vulcanologia: 12 poetas dos Açores (org. Emanuel Jorge Botelho), Lisboa, Imprensa Nacional-Casa da Moeda, 1984; * Antologia Poética dos Açores (org. de Ruy Galvão de Carvalho), vol. 2, Angra do Heroísmo, 1984.